# Rotala malampuzhensis
Rotala malampuzhensis är en fackelblomsväxtart som beskrevs av R.V. Nair och C.D.K. Cook. Rotala malampuzhensis ingår i släktet Rotala och familjen fackelblomsväxter. Inga underarter finns listade i Catalogue of Life.